# Senne (Dijle)
Die Senne (Französisch) oder Zenne (Niederländisch) ist ein 103 km langer Fluss in Mittelbelgien, der südöstlich von Soignies in der Provinz Hennegau entspringt, durch Brüssel fließt und südlich von Antwerpen in die Dijle mündet. Sie wird u. a. vom Maelbeek und der Woluwe gespeist und ist über Dijle und Rupel ein indirekter Zufluss der Schelde.

## Ökologie

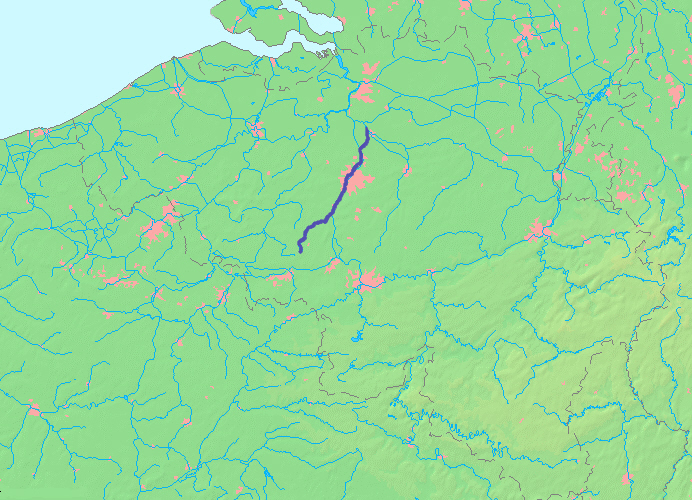
Verlauf der Senne

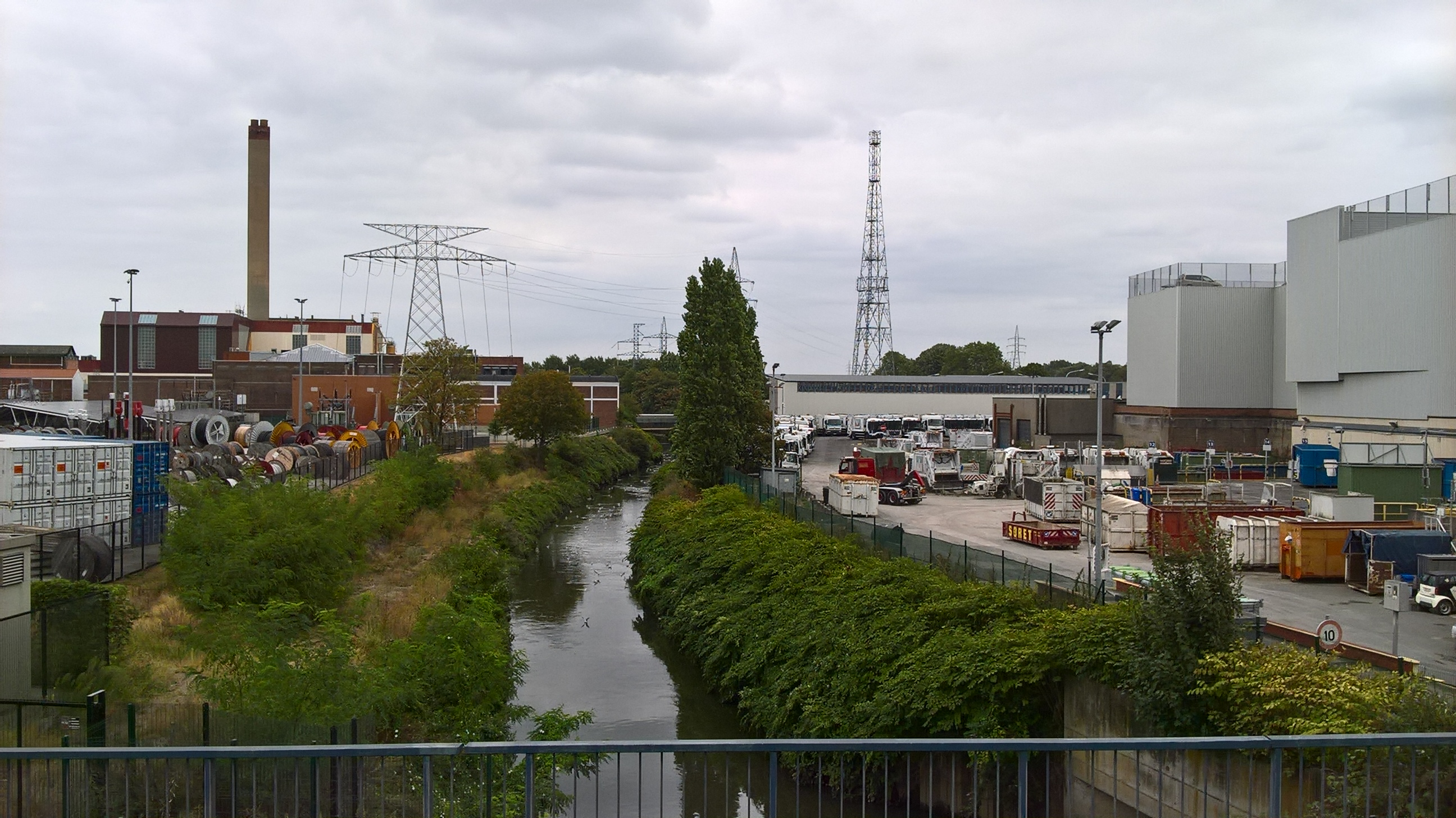
Blick von der Brücke der rue du Rupel in Brüssel nach Nordosten auf den Fluss, der dort wieder aus der Kanalisation austritt

Im Zentrum Brüssels wurde sie im Laufe des 19. und 20. Jahrhunderts vollständig überbaut. Im Umland und außerhalb des Stadtgebiets verläuft sie jedoch noch sichtbar. Als Schifffahrtsweg wurde sie vom teilweise in ihre Aue gebauten Kanal Charleroi-Brüssel abgelöst.
In den Feuchtgebieten entlang des Flusses gedeiht vor allem die Schwertlilie (Iris). Die Iris wurde daher als Wappen der Region Brüssel-Hauptstadt gewählt.
Die Senne wurde als einer der am stärksten verschmutzten Flüsse Europas bekannt, da noch unlängst die Fäkalien von ca. zwei Millionen Menschen und die Abwässer von hunderten Fabriken des Großraums Brüssel direkt in den Fluss eingeleitet wurden. Seit der Inbetriebnahme eines zusätzlichen Klärwerkes auch in Haren im März 2007 verbessert sich die Wasserqualität. Bis 2007 flossen die Abwässer der Fabriken und die Fäkalien der mehr als eine Million Einwohner des Großraums Brüssel ungeklärt in die Flüsse und weiter in die Nordsee. Nach ersten Problemen der neuen, jedoch unerprobten Kläranlage der Stadt am 25. November 2009 wurde das Klärwerk dann im Dezember ganz abgeschaltet. Aufgrund des großen öffentlichen Tumults wurde die Anlage 10 Tage später wieder in Betrieb genommen.